# 阿切斯特亚图
阿切斯特亚图（Archestratos），是一位来自于西西里岛的杰拉的希腊诗人。活跃于公元前318年，他创作了一首幽默的教导诗，诗名为美食法（Gastronomy，又叫做 Gastrology, Deipnology, 或 Hedypathy）。现今残留一些片段也反映出他的天才和智慧。恩尼乌斯用拉丁文模仿了它。 